# Last Days in the Desert
Last Days in the Desert (bra: Últimos Dias no Deserto) é um filme de drama americano sobre a Tentação de Cristo, dirigido e escrito por Rodrigo García. O filme estreou no Festival de Cinema de Sundance em 25 de janeiro de 2015 e teve um lançamento limitado nos cinemas em 13 de maio de 2016.

## Elenco
- Ewan McGregor as Jesus (Yeshua) e Satanás
- Tye Sheridan como filho
- Ciarán Hinds como pai
- Ayelet Zurer as mãe

## Recepção
O agregador de críticas Rotten Tomatoes informou que 77% dos críticos deram ao filme uma opinião positiva com base em 70 resenhas, com uma classificação média de 6,69 / 10. O consenso dos críticos do site diz: "Last Days in the Desert oferece grandeza imponente e exploração espiritual suficiente para compensar uma narrativa ocasionalmente ambígua". No Metacritic, o filme alcançou uma pontuação média de 67 em 100 com base em 20 críticas, o que significa "críticas geralmente favoráveis".